# Station Leominster
Leominster is een spoorwegstation van National Rail in Herefordshire in Engeland. Het station is eigendom van Network Rail en wordt beheerd door Transport for Wales. 